# Distretto di Huayana
Il distretto di Huayana è un distretto del Perù nella provincia di Andahuaylas (regione di Apurímac) con 961 abitanti al censimento 2007 dei quali 539 urbani e 422 rurali.
È stato istituito il 30 ottobre 1984.